# 187e division d'infanterie (Allemagne)
Pour les articles homonymes, voir 187e division d'infanterie.
La 187e division d'infanterie (en allemand : 187. Division ou 187. Div.) est une des divisions d'infanterie de l'armée allemande (Wehrmacht) durant la Seconde Guerre mondiale. Cette division ayant servi principalement de réserve elle est également connue sous le nom de 187. Ersatz-Division 187. Reserve-Division ou 187. ResDiv. puis 42. Jäger-Division.

## Historique
- 15 octobre 1939 : La 187. Division est formée juste après l'Anschluss avec du personnel de la Volksdeutsche et des Autrichiens en tant que division de l'Armée de remplacement
- 15 août 1942 : Elle est renommée 187. Reserve-Division. Elle est envoyée aussitôt en Croatie pour lutter contre les partisans
- 1er janvier 1944 : Elle est renommée 42. Jäger-Division.

## Organisation

### Commandants
| Date                             | Grade                  | Commandant                   |
| -------------------------------- | ---------------------- | ---------------------------- |
| 15 octobre 1939 - 6 février 1940 | General der Infanterie | Walther Gräßner              |
| 7 février 1940 - 15 août 1942    | Generalleutnant        | Konrad Stephanus             |
| 15 août 1942 - 1er janvier 1944  | Generalleutnant        | Josef Brauner von Haydringen |

## Théâtres d'opérations
- Autriche : Octobre 1939 - Septembre 1942
- Croatie : Septembre 1942 - Janvier 1944
  - Elle prend part à plusieurs opérations anti-partisans[2]:
    - 20 janvier au 17 février 1943 : Opération Weiss I
    - 6 au 8 février 1943 : Opération Windstoss
    - 19 au 22 février 1943 : Opération Bilo Gora
    - 25 février au 17 mars : Opérations Weiss II et Weiss III connues également sous le nom d'Opération Weiss Mostar.
    - 19 mars au 7 avril 1943 : Opération Braun
    - 3 au 5 avril 1943 : Opération Virovitica
    - 22 au 24 juin 1943 : Opération Petrinja
    - 2 et 3 juillet 1943 : Opération Cyrill
    - 26 et 27 juillet 1943 : Opération Grün également connue sous le nom d'Opération Grün I
    - 5 et 6 août 1943 : Opération Grün II
    - 25 au 29 septembre 1943 : Opération Herbst I
    - 19 au 21 octobre 1943 : Opération Herbst II
    - 3 au 13 novembre 1943 : Opération Ferkel
    - 2 au 12 décembre 1943 : Opération Kugelblitz

## Ordres de bataille
1942
- Reserve-Grenadier-Regiment 45
- Reserve-Grenadier-Regiment 130
- Reserve-Grenadier-Regiment 462
- Reserve-Artillerie-Abteilung 96
- Reserve-Pionier-Bataillon 86
- Reserve-Nachrichten-Kompanie 1087
- Sanitätsdienste 1087
- Versorgungsdienste 887

Mars 1940
- Infanterie-Ersatz-Regiment 45
- Infanterie-Ersatz-Regiment 130
- Infanterie-Ersatz-Regiment 462
- Artillerie-Ersatz-Regiment 45
- Panzerjäger-Ersatz-Abteilung 17
- Pionier-Ersatz-Bataillon 86
- Kraftfahr-Ersatz-Abteilung 17
- Kraftfahr-Ersatz-Abteilung 45